# Awake (album của Josh Groban)
| Đánh giá chuyên môn | Đánh giá chuyên môn |
| Nguồn đánh giá      | Nguồn đánh giá      |
| Nguồn               | Đánh giá            |
| ------------------- | ------------------- |
| AllMusic            | [ 1 ]               |

Awake là album phòng thu thứ ba của nam ca sĩ-nhạc sĩ người Mỹ Josh Groban. Được thông báo phát hành vào ngày 13 tháng 9 năm 2006, đây là album phòng thu thứ ba và là album kế tiếp sau album được chứng nhận đa bạch kim Closer. Awake được phát hành vào ngày 7 tháng 11 năm 2006.
Album được chứng nhận 2x Bạch kim tại Hoa Kỳ bởi RIAA vào ngày 31 tháng 1 năm 2008 và đã bán được 2,3 triệu bản tính đến tháng 10 năm 2015. Đây là album nhạc cổ điển bán chạy thứ 3 trong thập niên 2000 tại Hoa Kỳ, theo số liệu từ Nielsen SoundScan.

## Thông tin album
Đĩa đơn đầu tiên từ album là "You Are Loved (Don't Give Up)". Album có sự tham gia của các nhà sản xuất Imogen Heap, Marius De Vries, Guy Sigsworth, Eric Mouquet, Glen Ballard và David Foster (người cũng từng thực hiện các sản phẩm trước đó của Groban). Tương tự như tất cả các album của Groban, các bài hát trong Awake được thể hiện bằng tiếng Anh, tiếng Ý và tiếng Tây Ban Nha. Album mang đến âm hưởng hiện đại hơn cho giọng hát của anh nhờ sử dụng nhiều nhạc cụ hơn, bên cạnh tiếng piano điển hình dễ thấy trong các album trước đó. Trong album, Groban cũng sử dụng kỹ thuật hát giọng đầu ở hầu hết các bài hát.
Awake cũng bao gồm một số bài hát có liên quan đến việc chuyển đến Nam Phi của Groban vào thời điểm đó. "Lullaby" và "Weeping" (bài hát thứ 11 và 12 trong album) được anh thể hiện cùng nhóm nhạc kịch nổi tiếng người Nam Phi Ladysmith Black Mambazo, với sự đóng góp của Vusi Mahlasela và Dave Matthews. "Weeping", một bài hát nhạc pop ban đầu được sáng tác tại Nam Phi, có chủ đề hướng về chế độ Apartheid trong lịch sử của quốc gia này. "Lullaby" là một bài hát bổ sung cho "Weeping" và được cho là một trong những điểm nhấn quan trọng của album. "Lullaby" được ghi âm để chuyển tiếp liên tục sang "Weeping", trong khi phần còn lại của album đều có khoảng nghỉ giữa các bài hát. Bài hát "Now or Never" được đồng sản xuất và sáng tác cùng với ca sĩ-người viết lời bài hát người Anh Imogen Heap.
"You Are Loved (Don't Give Up)" đạt đến vị trí thứ 9 trên bảng xếp hạng Hot Adult Contemporary Tracks, trong khi "February Song" và "Awake" đều đạt tới vị trí thứ 13 cũng trên bảng xếp hạng này.

## Danh sách bài hát
| Awake — Phiên bản chuẩn | Awake — Phiên bản chuẩn                                                     | Awake — Phiên bản chuẩn                                      | Awake — Phiên bản chuẩn        | Awake — Phiên bản chuẩn |
| STT                     | Nhan đề                                                                     | Sáng tác                                                     | Sản xuất                       | Thời lượng              |
| ----------------------- | --------------------------------------------------------------------------- | ------------------------------------------------------------ | ------------------------------ | ----------------------- |
| 1.                      | "Mai"                                                                       | Leo Z., Andrew Sandri, Marco Marinangeli                     | Marius de Vries                | 4:35                    |
| 2.                      | "You Are Loved (Don't Give Up)"                                             | Thomas Salter                                                | Tawgs Salter, Guy Sigsworth[a] | 4:49                    |
| 3.                      | "Un Día Llegará"                                                            | Oksana Grigorieva, Claudia Brant                             | David Foster, Humberto Gatica  | 4:18                    |
| 4.                      | "February Song"                                                             | Josh Groban, Marius de Vries, John Ondrasik                  | Vries                          | 5:12                    |
| 5.                      | "L'ultima Notte"                                                            | Marinangeli                                                  | Foster, Gatica[b]              | 4:22                    |
| 6.                      | "So She Dances"                                                             | Asher Lenz, Adam Crossley                                    | Vries                          | 4:54                    |
| 7.                      | "In Her Eyes"                                                               | Michael Hunter Ochs, Jeff Cohen, Andy Selby                  | Foster, Gatica[b]              | 4:54                    |
| 8.                      | "Solo por ti"                                                               | Mark Hammond, Marinangeli                                    | Vries                          | 3:59                    |
| 9.                      | "Now or Never"                                                              | Groban, Imogen Heap                                          | Heap                           | 3:38                    |
| 10.                     | "Un Giorno per Noi"                                                         | Nino Rota, Lawrence Kusik, Edward A. Snyder, Alfredo Rapetti | Foster, Gatica[b]              | 5:11                    |
| 11.                     | "Lullaby" (hợp tác với Ladysmith Black Mambazo)                             | Groban, Dave Matthews, Jochem van der Saag                   | Glen Ballard, Groban           | 2:32                    |
| 12.                     | "Weeping (bài hát)" (hợp tác với Ladysmith Black Mambazo và Vusi Mahlasela) | Dan Heymann                                                  | Ballard, Groban[b]             | 4:45                    |
| 13.                     | "Machine" (hợp tác với Herbie Hancock)                                      | Groban, Eric Mouquet, Dave Bassett                           | Groban, Mouquet                | 4:54                    |

Ghi chú
- ^a  chỉ người sản xuất giọng hát
- ^b  chỉ người đồng sản xuất

### Các bài hát thêm
1. "You Raise Me Up" (Brendan Graham, Rolf Løvland) (bài hát thêm cho phiên bản tại châu ÂU) – 4:50
2. "Verità" (Richard Page, Per Magnusson, David Kreuger) (bài hát thêm cho phiên bản đặc biệt) – 4:01
3. "Awake" (Groban, Mouquet, Salter) (bài hát thêm cho phiên bản đặc biệt) – 5:11
4. "Smile" (Charlie Chaplin, Geoffrey Parsons, John Turner) (bài hát phát hành độc quyền trên trang web[5]) – 3:43

## Chứng nhận doanh số
| Quốc gia                                  | Chứng nhận  | Số đơn vị/doanh số chứng nhận |
| ----------------------------------------- | ----------- | ----------------------------- |
| Úc (ARIA)                                 | Vàng        | 35.000^                       |
| Bỉ (BEA)                                  | Vàng        |                               |
| Canada (Music Canada)                     | 2× Bạch kim | 200.000^                      |
| Pháp (SNEP)                               | Vàng        | 114.400                       |
| Ireland (IRMA)                            | Vàng        | 7.500^                        |
| New Zealand (RMNZ)                        | Vàng        | 7.500^                        |
| Na Uy (IFPI)                              | Bạch kim    | 40.000*                       |
| Anh Quốc (BPI)                            | Vàng        | 189.412                       |
| Hoa Kỳ (RIAA)                             | 2× Bạch kim | 2.300.000                     |
| ^ Chứng nhận dựa theo doanh số nhập hàng. |             |                               |